# الوولفيرين (فلم)
الوولفيرين (بالإنجليزية: The Wolverine) هو فيلم بطل خارق أمريكي يضم شخصية وولفرين من مارفل كومكس. الفيلم هو الإصدار السادس ضمن سلسلة أفلام رجال-إكس ويتبع أحداث رجال-إكس: الموقف الأخير (2006). هيو جاكمان يعود بدور وولفيرين، مع جيمس مانغولد كمخرج وسيناريو بواسطة كريستوفر ماك كويري ومارك بومباك وسكوت فرانك، مبني على كتاب الكوميس Wolverine في 1982 لكريس كليرمونت وفرانك ميلير
ماك كويري عُين لكتابة السيناريو الفيلم في أغسطس 2009. في أكتوبر 2010، تم التعاقد مع دارين أرنوفسكي لإخراج الفيلم. تم تأجيل المشروع في مارس 2011 بسبب مغادرة أرنوفسكي وزلزال وتسونامي توهوكو 2011. تم جلب جيمس مانغولد في يونيو 2011 محل أرنوفسكي. تم التعاقد مع مارك بومباك لإعادة كتابة السيناريو في سبتمبر 2011. الممثلون المساعدون تم اختيارهم في يوليو 2012 وبدء التصوير في نهاية الشهر في نيوساوث ويلز قبل أن ينتقل إلى طوكيو في أغسطس 2012 ثم يعود إلى نيوساوث ويلز أكتوبر 2012. الوولفيرين حول إلى 3D بعد الإنتاج.

## وصلات خارجية
- الموقع الرسمي
- مقالات تستعمل روابط فنية بلا صلة مع ويكي بيانات
- الوولفيرين في قاعدة بيانات الأفلام العربية